# Аятское (Тарановский район)
Аятское (каз. Әйет) — упразднённое село в Тарановском районе Костанайской области Казахстана. Входило в состав Тарановского сельского округа. Исключено из учётных данных в 2017 г. Код КАТО — 396449200.

## История
До 5 апреля 2013 года село входило в состав упразднённого Красносельского сельского округа.

## Население
В 1999 году население села составляло 113 человек (57 мужчин и 56 женщин). По данным переписи 2009 года, в селе проживало 60 человек (31 мужчина и 29 женщин).